# De kinderpuzzel
De kinderpuzzel was een Vlaams spelprogramma dat werd uitgezonden op Eén. Het werd gepresenteerd door Bart De Pauw en Tine Embrechts. Het programma werd gemaakt door het productiehuis Koeken Troef. De opnamen vonden in augustus 2009 plaats in de Ardennen en het programma werd vanaf 21 februari 2010 wekelijks op zondagavond tot zondag 25 april 2010 uitgezonden.
Vanaf 22 februari 2010 werd ook een Ketnetprogramma uitgezonden waarin de kinderen achter de schermen werden gevolgd tijdens hun zomervakantie, getiteld De Kinderpuzzel: De 32.

## Concept
'De kinderpuzzel' is een avontuurlijk spel met zeven koppels die elk 2 kinderen hebben. De ouders zijn van de kinderen gescheiden en de koppels moeten uitvissen welke kinderen bij welk koppel horen. Om het wat moeilijker te maken, zijn er ook achttien andere kinderen die spelen in opdracht van de programmamakers. Zij moeten verwarring in het spel proberen brengen.
De basis van het programma is afgeleid van De Mol, waarvan Bart De Pauw ook een van de bedenkers was. Kandidaten moeten opdrachten uitvoeren om elkaar beter te leren kennen en de waarheid te achterhalen. De ouders verblijven samen op één plaats, maar spelen dus wel tegen elkaar. Net zoals bij De Mol moeten de ouders om de twee dagen 's avonds proberen de waarheid zo goed mogelijk weer te geven bij een test. Deze test bestaat uit "het leggen van de kinderpuzzel". Hierbij moeten ze bij elk koppel 2 kinderen plaatsen. In tegenstelling tot bij De Mol vallen hier geen kandidaten af, behalve het eerste koppel waarvan de kinderen door iedereen geraden zijn.
Om de kinderen beter te leren kennen, mogen de mama’s en papa’s meestal zelf kinderen uitkiezen om samen opdrachten uit te voeren. Die opdrachten zijn meteen de enige gelegenheden waarop ouders en kinderen met elkaar in contact komen. De kinderen verblijven ook allen samen op één plaats. Hoewel zij geen spel spelen, moeten ook zij proberen te verbergen wie hun ouders zijn en nog moeilijker, wie hun broer of zus is. De andere kinderen kunnen tijdens opdrachten met ouders namelijk cruciale informatie doorspelen.